# Micranthes palmeri
Micranthes palmeri är en stenbräckeväxtart som först beskrevs av Benjamin Franklin Bush, och fick sitt nu gällande namn av Luc Brouillet och Gornall. Micranthes palmeri ingår i släktet rosettbräckor, och familjen stenbräckeväxter. Inga underarter finns listade i Catalogue of Life.